# Lovčica-Trubín
Lovčica-Trubín je obec na Slovensku, v okrese Žiar nad Hronom v Banskobystrickém kraji. V roce 2015 zde žilo 1 600 obyvatel. Do roku 1971 se Lovčice a Trubín vyvíjely jako samostatné obce.

## Poloha obce
Obec leží v severní až severozápadní části Žiarské kotliny v dolině Trubínského potoka. Část katastru zabírá východní svahy pohoří Vtáčnik.

## Historie
Nejstarší osídlení dokazují pravěké mohyly z období Lužické kultury, které se našly na katastrální části Sitienec. Poblíž Delenické studničky se zase nalezly památky z období stěhování národů. V zalesněné části obce zvané Hrádek byly objeveny také doklady o osídlení z doby příchodu prvních Slovanů a Velkomoravské říše.
První písemné zprávy o obci Trubín pocházejí z roku 1487. Pod jménem Trwbyn se objevuje na účtech ostřihomského arcibiskupa Hippolita Estei. První písemná zmínka o obci Lovčica pochází také z roku 1487. Tehdy zde bylo pět dvorů, na kterých žilo osmnáct obyvatel. 

## Pamětihodnosti
Lovčica
- Kaplička z 18. století postavená v pozdněbarokním slohu.

Trubín
- Římskokatolický kostel svaté Máří Magdalény postavený v gotickém slohu. Přestavovaný byl v letech 1573, 1669 a v 19. století.
- Kaplička Největější trojice z roku 1723 postavená v barokním slohu.
- Náhrobek 17 partyzánů a vojáků.